# دوغلاس سميث (ممثل)
دوغلاس سميث (بالإنجليزية: Douglas Smith)‏ (و. 1985 – م) هو ممثل، وممثل تلفزيوني، من كندا، ولد في تورونتو.

## وصلات خارجية
- دوغلاس سميث على موقع IMDb (الإنجليزية)
- دوغلاس سميث على موقع ألو سيني (الفرنسية)
- دوغلاس سميث على موقع أول موفي (الإنجليزية)
- دوغلاس سميث على موقع قاعدة بيانات الأفلام السويدية (السويدية)
- دوغلاس سميث على موقع قاعدة بيانات الفيلم (الإنجليزية)
- دوغلاس سميث على موقع كينوبويسك (الروسية)